# Новий Урал (Дюртюлинський район)
Новий Ура́л (рос. Новый Урал, башк. Яңы Урал) — присілок у складі Дюртюлинського району Башкортостану, Росія. Входить до складу Куккуяновської сільської ради.
Населення — 28 осіб (2010; 37 2002).
Національний склад:
- башкири — 49 %
- татари — 38 %